# Hugo Hofstetter
Hugo Hofstetter (Altkirch, Alt Rin, 13 de febrer de 1994) és un ciclista francès professional des del 2016. Actualment corre a l'equip Arkéa-Samsic. Destaca la victòria a l'UCI Europa Tour de 2018 i a Le Samyn del 2020.

## Palmarès
- 2014
  - Vencedor d'una etapa als Boucles nationales du printemps
- 2015
  -  Campió de França en ruta sub-23
  - Vencedor d'una etapa al Tour d'Eure-et-Loir
- 2018
  - Campió de l'UCI Europa Tour
  - Vencedor d'una etapa al Tour de l'Ain
- 2020
  - 1r a Le Samyn
- 2022
  - 1r a la Tro Bro Leon

### Resultats al Tour de França
- 2020. 115è de la classificació general
- 2022. 82è de la classificació general

### Resultats a la Volta a Espanya
- 2023. 111è de la classificació general